# Stepenitz (dopływ Łaby)
Stepenitz (pol. hist. Stopnica) – mierzący 84 km długości prawy dopływ Łaby w Brandenburgii.
Stepenitz jest uznawana za jedną z najczystszych rzek Niemiec. W górnym biegu w znacznym stopniu niezabudowany. Powierzchnia dorzecza wynosi ok. 1293 km². Największe dopływy to Dömnitz, Schlatbach i Jeetzbach. W projekcie Elblachs 2000 Stepenitz razem z dopływami zaliczono do centralnej sieci wodnej. Dolina rzeki w roku 2004 została włączona do obszaru ochrony przyrody Stepenitz.

## Bieg rzeki i położenie

### Bieg rzeki

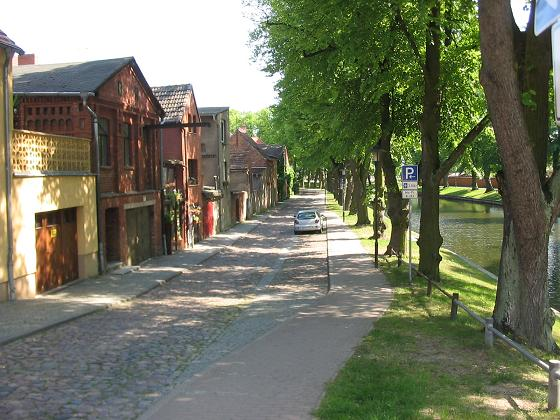
Wyspa na rzece w Perlebergu

Poniżej źródła Stepenitz szybko traci wysokość i płynie na północny zachód w kierunku Meyenburga. Następnie wpływa od wschodu do ogrodów pałacowych Meyenburg. Trochę dalej rzeka płynie przez gminę Marienfließ, gdzie znajduje się zakon cystersek. Jest to najstarszy zakon żeński w powiecie Prignitz założony w 1230 roku, z gotyckim kościołem zakonnym z XIII wieku.
Poniżej klasztoru rzeka płynie przez łąki i buczyny, czasem też lasy łęgowe. Na wschód od góry Ruhner Berge rzeka skręca na południe do najstarszego miasta powiatu, czyli Putlitz. Poniżej ujścia Dömnitz w Wolfshagen (gmina Groß Pankow) stoi renesansowy pałac z 1590 roku.
W okolicach wsi Lübzow wpada do rzeki jej prawy dopływ Schlatbach. Około 5 km dalej Stepenitz przepływa przez stolicę powiatu — Perleberg. Historyczna część miasta położona jest na wyspie opływanej przez rzekę. Następnie wpada do niej Jeetzbach.
Na zachód od Wittenberge Stepenitz razem z Karthane wpadają do Łaby.

## Trasa rowerowaGänsetour
Gänsetour (niem. trasa gęsi) w dolinie Stepenitz to trasa rowerowa mająca 70 km długości. Prowadzi wzdłuż rzeki od Meyenburga przez historyczne miasta aż do ujścia do Łaby.

## Rekultywacja i ochrona przyrody

### ProgramElblachs 2000
Jeszcze do końca XIX wieku ryby z rodziny łososiowatych były głównym źródłem utrzymania dla rybaków w powiecie Prignitz. Od połowy XX w. zarówno troć wędrowna, jak i łososiowate uchodzą za wymarłe w Stepenitz. Jazy i inne obiekty hydrotechniczne uniemożliwiły wędrówki zwierząt, a zanieczyszczenia wód ograniczyły bazę pokarmową. Od 2000 r. w Brandenburgii realizowany jest program Elblachs 2000 (niem. łosoś Łaby) mający na celu reintrodukcję łososi jako szlachetnych ryb mających duże wymagania względem czystości wód. Program ma przywrócić w dorzeczu Łaby populacje łososi i troci zdolnych do samodzielnego rozmnażania. Podobny program o nazwie Lachs 2000 (niem. łosoś) realizuje się w dorzeczu Renu.

W modelu doświadczenia Stepenitz tworzy centralny akwen. W dniu 1 kwietnia 1999 wpuszczono do Dömnitz 50 000 sztuk narybku łososia i 10 000 troci. W 2002 r. do zlewni Stepenitz powróciły na tarło 54 łososie oraz 35 troci wędrownych. W 2004 r. postanowiono poszerzyć program o Czarną Elsterę i Pulsnitz.

W celu rekultywacji rzeki wszelkie przeszkody zostały usunięte, by ułatwić migracje ryb. W miejscach o znacznym spadku budowano przepławki, jak miało to miejsce w przypadku jazu na Schlatbach we wsi Gramzow, gdzie pokonano deniwelację 2 metrów.

Zagrożeniem dla wylęgu ryb są wahania poziomu wody. W czasie wezbrań ikra przenoszona jest w niekorzystne miejsca. Gdy woda opadnie ikra jest narażona na wyschnięcie. Do 2005 w ten sposób zostało wyrzuconych na brzeg Schlatbach 105 000 troci.

Migracje łososi na tarło trwają od połowy listopada do połowy grudnia. Dobrym miejscem do obserwacji jest most Ziegelhof na południe od starówki Perleberga.

### Obszar ochrony przyrody Stepenitz
Obszar ochrony przyrody Stepenitz zajmuje powierzchnię ok. 2500 ha ciągnącą się wzdłuż rzeki od Meyenburga do Perleberga.

Celem działań ochronnych jest zachowanie:
- zbiorowisk roślinnych, m.in. olsy, łąki turzycowe, źródliska
- miejsc do rozrodu, odpoczynku, żerowania i zimowania różnych gatunków ptaków m.in. bocian czarny, żuraw, pliszka górska, zimorodek i samotnik oraz raków, np. rak szlachetny, a także płazów, np. ropucha zielona, grzebiuszka ziemna, rzekotka drzewna i żaba jeziorkowa
- populacji zwierząt rzadkich gatunków związanych ze środowiskiem wodnym, takich jak wydra europejska, głowacz białopłetwy, koza, łosoś szlachetny, minóg strumieniowy, minóg rzeczny, skójka gruboskorupowa, poczwarówka zwężona Vertigo angustior, oczwarówka jajowata Vertigo moulinsiana i traszka grzebieniasta

## Dopływy

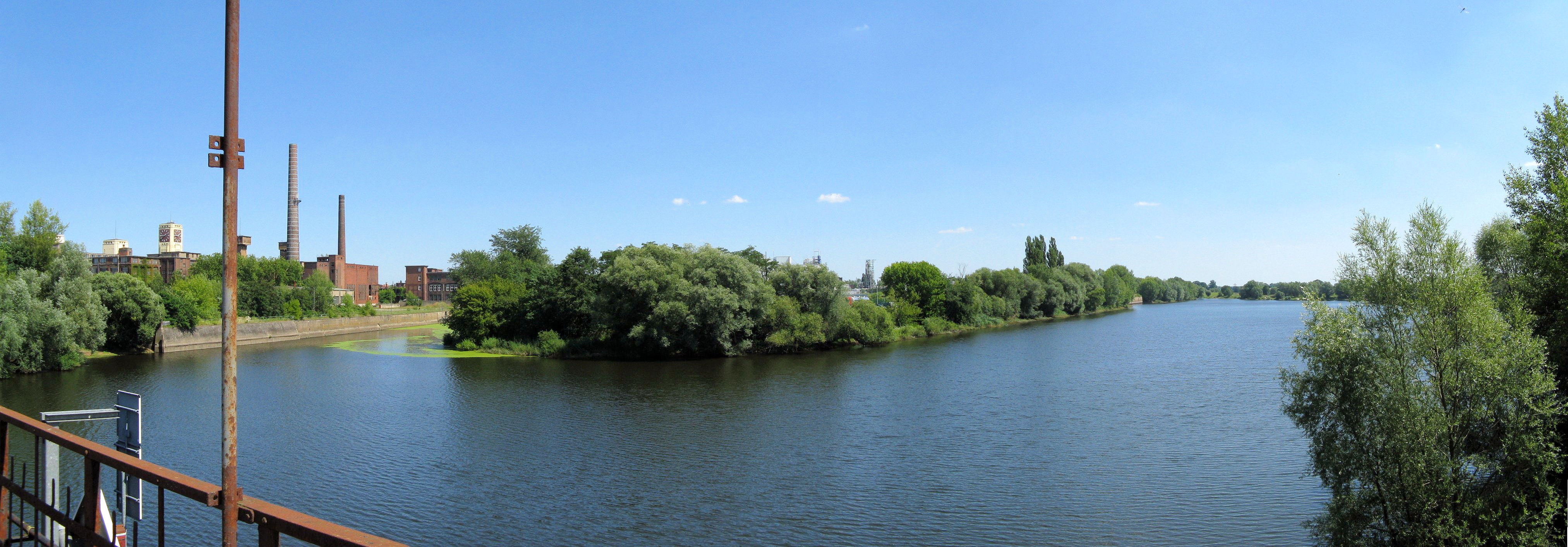
Ujście Karthane (z prawej) do Stepenitz (z lewej) powyżej ich wspólnego ujścia do Łaby, Wittenberge

- Sabel
- Krumbach
- Kreuzbach
- Rotbach
- Zieskenbach
- Sagast
- Kalterbach
- Freudenbach
- Dömnitz
- Panke
- Mühlenbach
- Schlatbach
- Perle
- Jeetzbach
- Karthane